# Шаленный, Никита Сергеевич
Никита Сергеевич Шаленный (укр. Микита Сергійович Шаленний; 18 апреля 1982, Днепропетровск, УССР) — украинский художник.
Родился в Днепропетровске, отец — инженер-строитель, мать — архитектор. Учился в Приднепровской академии строительства и архитектуры, работал архитектором. С конца 2000-х годов постепенно переключился с архитектуры на другие виды изобразительного искусства — живопись, фотоискусство, создание инсталляций и перформансов.
Участник Международного симпозиума современного искусства «Бирючий» (2012, 2013), ярмарки современного искусства Cosmoscow (2014, проект «Альбом о войне»), фестиваля Kyiv Art Week (2016). Выставки проходили в днепропетровских галереях и арт-центрах («Одиночество», 2011, «Где брат твой?», 2013, «4 проекта», 2015), Национальном Музее Тараса Шевченко («Четвертое парадное», 2014).
Работы из фотографического проекта «Где брат твой?» хранятся в коллекции Музея современного искусства (Краков, Польша), «Альбом о войне» пополнил собрание музея Faurschou Foundation (Копенгаген, Дания).
В 2011 году за серию работ «Одиночество» получил «Приз общественности» премии PinchukArtCentre. В 2015 году проект «Сибирь» занял первое место в категории «Лучшая инсталляция» на ArtVilnius.